# Robert von Heusinger
Robert von Heusinger (* 19. August 1967 in Bad Homburg vor der Höhe) ist ein deutscher Manager, Volkswirt und früherer Journalist.

## Leben
Heusinger studierte nach dem Abitur an der Bischof-Neumann-Schule in Königstein im Taunus Volkswirtschaftslehre an der Universität des Saarlandes und ein Jahr in Aix-en-Provence.
Er war Chefredakteur der DuMont Redaktionsgemeinschaft, einer gemeinsamen Tochtergesellschaft der Abonnementszeitungen der Mediengruppe M. DuMont Schauberg, die neben den drei internen Abotiteln Berliner Zeitung, Kölner Stadt-Anzeiger und Mitteldeutsche Zeitung auch die Frankfurter Rundschau mit Texten belieferte. Zuvor war Heusinger stellvertretender Chefredakteur der Redaktionsgemeinschaft (03/2010 bis 11/2013), der Berliner Zeitung (08/2012 bis 11/2013) sowie der Frankfurter Rundschau (08/2012 bis 05/2013). Vor seinem Wechsel nach Berlin leitete Heusinger von 2007 bis 2010 das Wirtschaftsressort der Frankfurter Rundschau, nachdem er sechs Jahre lang als Finanzmarkt-Korrespondent für die Wochenzeitung Die Zeit in Frankfurt tätig war. Seine wirtschaftsjournalistische Ausbildung erhielt er bei der Börsen-Zeitung, wo er nach einem kurzen Volontariat erst Redakteur im Kapitalmarktressort wurde und später Leiter des Ressorts Börse und Kapitalmärkte.
Heusinger initiierte Ende 2005 den „Herdentrieb“, ein Blog, in welchem er sich im Wechsel mit anderen Autoren mit den Spielregeln der Finanzmärkte und des Kapitalismus allgemein beschäftigt.
Am 1. September 2014 wurde Heusinger Vorstand des Kölner Zeitungshauses M. DuMont Schauberg, welches er Ende 2015 wieder verließ. Seit Anfang Mai 2016 ist er Leiter Unternehmenskommunikation der HSBC in Deutschland.

## Ehrungen und Auszeichnungen
- 2006: Georg von Holtzbrinck Preis für Wirtschaftspublizistik (Kategorie Online) für seine Beiträge It's the Credit stupid! und Überschätzte Strukturreform – unterschätzter Bau!, erschienen auf seinem Zeit-Blog Herdentrieb
- 2007: Helmut-Schmidt-Journalistenpreis für einen offenen Brief „an den lieben Staat“ in der Zeit über die Schwierigkeiten bei der Altersvorsorge[4]
- 2007: den für das Jahr 2007 erstmals vergebene "Deutsche Journalistenpreis Wirtschaft | Börse | Finanzen (in der Kategorie Vermögensverwaltung) für den ZEIT-Artikel Auf einmal fürchten alle das Risiko[5]
- 2012: den für das Jahr 2010 erstmals vergebenen „Preis für Publizistik“ der Keynes-Gesellschaft für die ernsthafte Einbeziehung der Keynesschen Wirtschaftstheorie in seine Artikel, wo immer sie relevant ist.